# Vasco da Gama (miasto)
Vasco da Gama – miasto w Indiach, w stanie Goa. W 2011 roku liczyło 101 326 mieszkańców.